# 台灣工黨
台灣工黨為中華民國的一個勞工政黨，成立於2003年4月27日，由1987年工黨分裂而出。

## 建黨歷程
1987年11月，原民主進步黨籍立法委員王義雄結合少數信仰社會主義的知識份子，各地工會領袖，以及地方政治人物，正式組織工黨。由於當時正值台灣勞工運動方興未艾之時，工黨成立也受到關注。1988年，工黨積極參與台鐵罷工，因此引發黨內路線之爭。當年秋天，工黨部分成員出走成立勞動黨，工黨組織大受衝擊。
王義雄組織工黨改改造委員，改選鄭昭明為黨主席，謝正一擔任副主席兼秘書長，工黨開始積極與大陸官方、民間互動。謝正一擔任工黨副主席兼秘書長的八年期間，帶領台灣各界人士前往大陸各地參訪，深獲關心兩岸交流的學者專家們的認同與好評。
台灣工黨成立後，相關成員仍然以民間團體身份，舉辦或參加大陸之各種交流活動，基本均以中華兩岸事務交流協會名義，展開活動。
1988年8月第一次前往北京，參加北京的台灣同學會主辦的研討會，此後每年均帶團或應邀前往大陸各地參訪交流，1992年帶領工黨成員拜會全國政協、展開對話。
2002年12月，工黨改選第五屆黨主席，選後鄭昭明不願將黨主席之職移交謝正一，於是謝正一與參加第五屆第一次黨員代表大會的成員，另行成立台灣民主工黨，宣稱延續原工黨「社會安全、經濟自由、政治平等」的主張。
2003年6月召開黨員代表大會，正式更名為「台灣工黨」，並向內政部申請核備，為中華民國第101個政黨。

## 歷史
2016年12月，台灣工黨指派五位候選人參加立法委員區域選舉。台灣工黨之兩岸政見是堅持九二共識，簽訂「和平協議」，走向「民主統一」。
2016年12月，台灣工黨成立「台灣工黨網路電視台」。
2018年10月，召開第五次黨代表大會，推選晏揚清教授擔任主席。
2019年1月1日，將創立於1988年的民權時報轉變為電子報，平面對開報紙每周發行一次，作為台灣工黨的機關報。

## 歷屆選舉情況

### 2016年立委選舉
在2016年選舉中共提名五席區域立委候選人（候選人數以中央選舉委員會登記為準）。最終均以極低票落選。總得票數僅6,098票、得票率0.05%。	
| 區域立委 | 原住民立委 | 不分區立委 | 總候選人數 |
| -------- | ---------- | ---------- | ---------- |
| 5        | 0          | 0          | 5          |

#### 區域立委參選名單
| 選舉區           |        |
| 選舉區           | 候選人 |
| ---------------- | ------ |
| 臺北市第八選舉區 | 陳如聖 |
| 新北市第六選舉區 | 姚玉霜 |
| 台南市第五選舉區 | 晏揚清 |
| 澎湖縣選舉區     | 黃漢東 |
| 金門縣選舉區     | 陳德輝 |

### 2020年立委選舉
在2020年選舉中共提名三席區域立委候選人（候選人數以中央選舉委員會登記為準），最終均以極低票落選。總得票數僅2,041票、得票率0.0147%。
| 區域立委 | 原住民立委 | 不分區立委 | 總候選人數 |
| -------- | ---------- | ---------- | ---------- |
| 3        | 0          | 0          | 3          |

#### 區域立委參選名單
| 選舉區           |        |
| 選舉區           | 候選人 |
| ---------------- | ------ |
| 新北市第七選舉區 | 連石磊 |
| 高雄市第一選舉區 | 晏揚清 |
| 屏東縣第二選舉區 | 何秋葺 |

### 2024年選舉
2023年7月5日，台灣工黨在高雄蓮潭會館召開記者會，宣布2024大選與公民黨合作共提參選人，其中由公民黨主席錢漢清與台灣工黨主席晏揚清搭配競選正副總統，另外將提名超過30位立委候選人，第一波提名5位不分區立委及全台11位區域立委，並爭取政黨票以取得參政權，打破藍綠政黨惡鬥的局面。
2023年9月1日，台灣工黨主席晏揚清宣布不參選總統，並各自推派立委人選，由蔡良慶擔任召集人，後因晏揚清經費不足放棄所有候選人提名，而司法改革黨將晏揚清登記為不分區立委候選人。

## 風波
台灣工黨參與2020年立委選舉，未依法向監察院申報政治獻金專戶，就自行對外接受政治獻金捐款10多萬元。台北地檢署認定相關行為已觸犯《政治獻金法》，將謝正一提起公訴。考量現任黨主席晏揚清坦承犯行，給予緩起訴一年處分，並須支付公庫緩起訴處分金。
創黨黨主席謝正一，同時也是社團法人台灣推廣教育學會總會長，涉嫌未經許可從2014年起，為大陸地區華僑大學、暨南大學在台招生並收取「報名費」；倘若學生完成學業，還可另外抽取傭金。台北地檢署調查後，依違反《台灣地區與大陸地區人民關係條例》罪嫌起訴謝男和交流學會吳姓及黃姓員工等3人。

## 外部連結
- 台灣工黨官網 （页面存档备份，存于）
- 台灣工黨的Facebook專頁[]